# Unterheiligenhoven
Unterheiligenhoven ist ein Ort in der Gemeinde Lindlar, Oberbergischer Kreis im Regierungsbezirk Köln in Nordrhein-Westfalen (Deutschland). 

## Lage und Beschreibung
Unterheiligenhoven liegt im Südwesten von Lindlar im Tal des Lennefer Baches, an der Mündung des Vossbrucher Baches und an der Landesstraße 299. Die Nachbarorte sind Klespe, Berg, Scheller, Steinscheid und Weiersbach. Die Orte Ober-, Mittel- und Oberheiligenhoven werden, obwohl sie nicht in unmittelbarer Nachbarschaft zueinander liegen, auch mit der gemeinsamen Ortsbezeichnung Heiligenhoven benannt.

## Geschichte
1413 wird Heiligenhoven erstmals in einem Kämmereiregister des Fronhofs Lindlar mit der Bezeichnung „Heiligenhoeven“ genannt. Die Burgruine Unterheiligenhoven ist heute noch gut sichtbar. Sie stammt aus dem 15. Jahrhundert. Bei dieser Burg steht die Dreifaltigkeitskapelle von 1705 direkt an einem Wanderweg („Um den Berg“).
1932 sollten die Ortschaften Unterheiligenhoven, Klespe, Berg, Stolzenbach, Ellersbach und Wüstenhof von der Elektrizitätsgenossenschaft Overath mit Strom versorgt werden, so der Ratsbeschluss des Gemeinderates der Gemeinde Lindlar.

## Sehenswürdigkeiten
- Die Burgruine Unterheiligenhoven
- Die Dreifaltigkeitskapelle in direkter Nachbarschaft zur Burgruine
- Das im Nachbarort Oberheiligenhoven gelegene Schloss Heiligenhoven

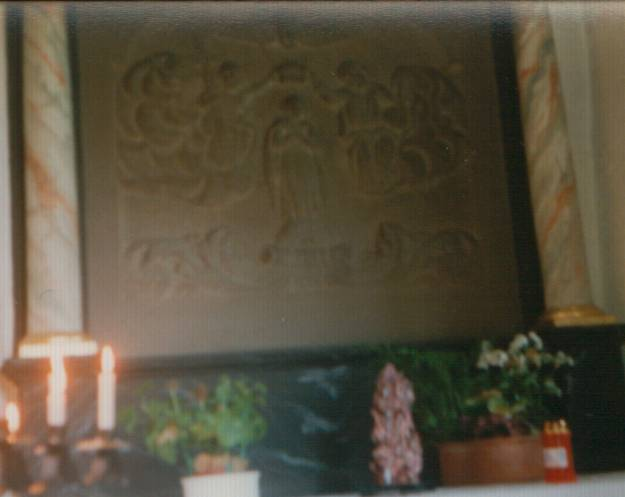
Altarabbildung der Dreifaltigkeitskapelle
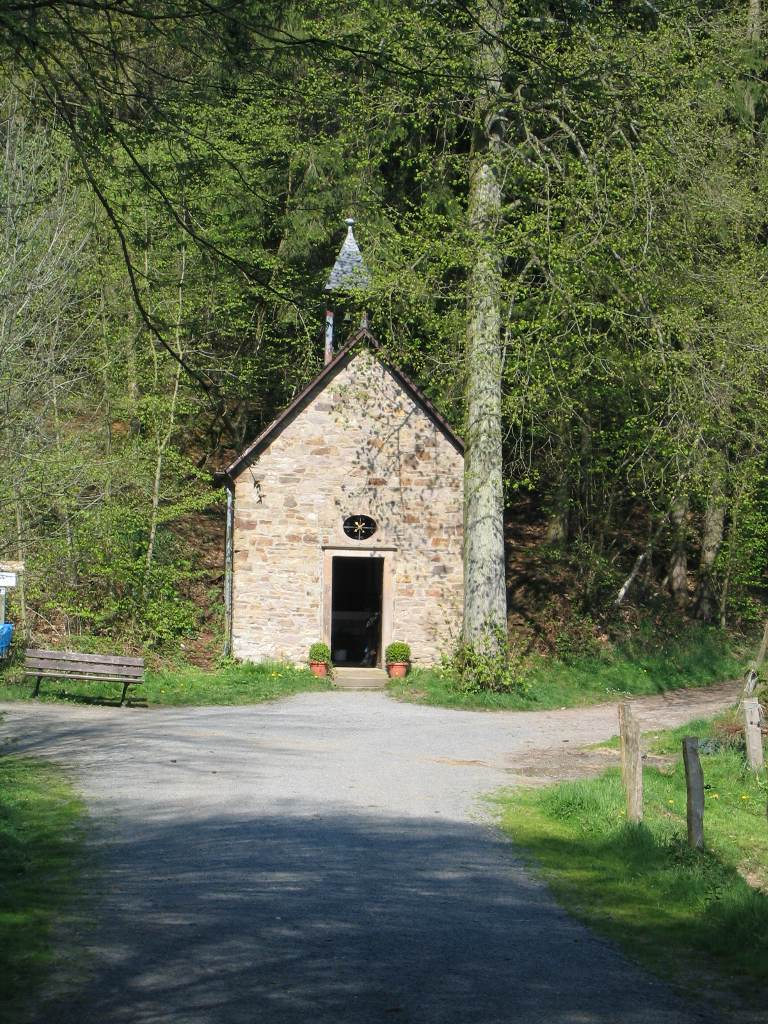
Dreifaltigkeitskapelle Unterheiligenhoven
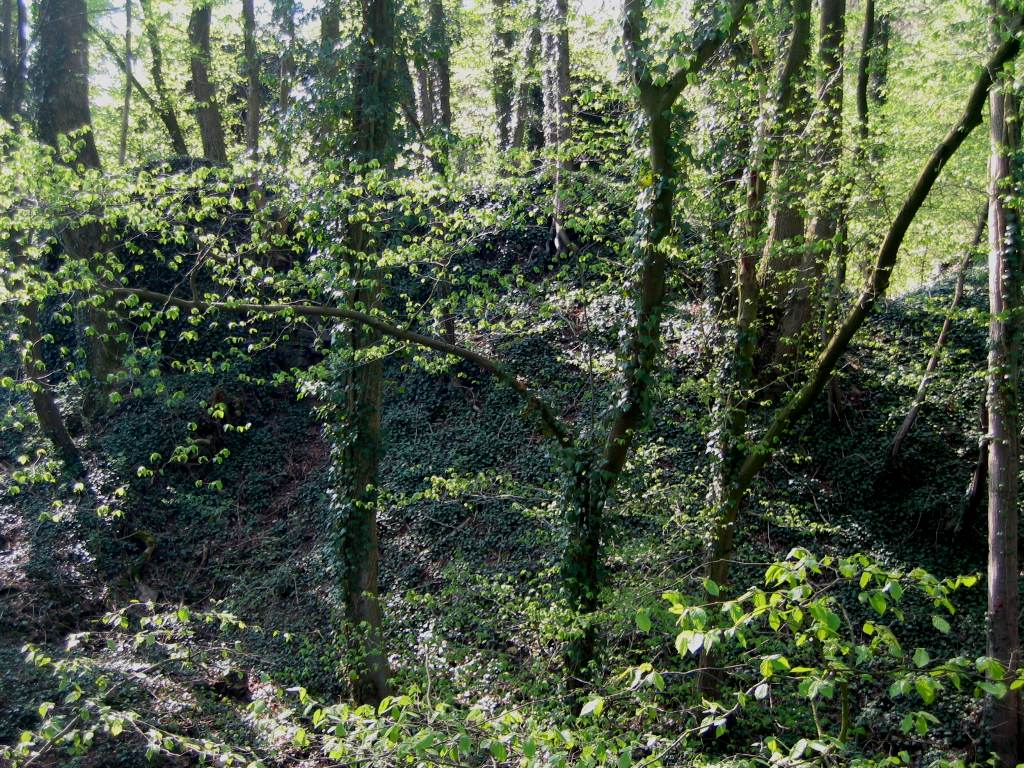
Burgruine Unterheiligenhoven